# Utinga
Utinga este un oraș în statul Bahia (BA) din Brazilia.